# 홀리워킹데이
《홀리워킹데이》는 2016년에 개봉한 대한민국의 영화이다.

## 캐스팅
- 곽주현 : 본인 역
- 박종대 : 본인 역
- 박종현 : 본인 역
- 이동해
- 박자형
- 김진용
- 박윤기